# Torngasoak

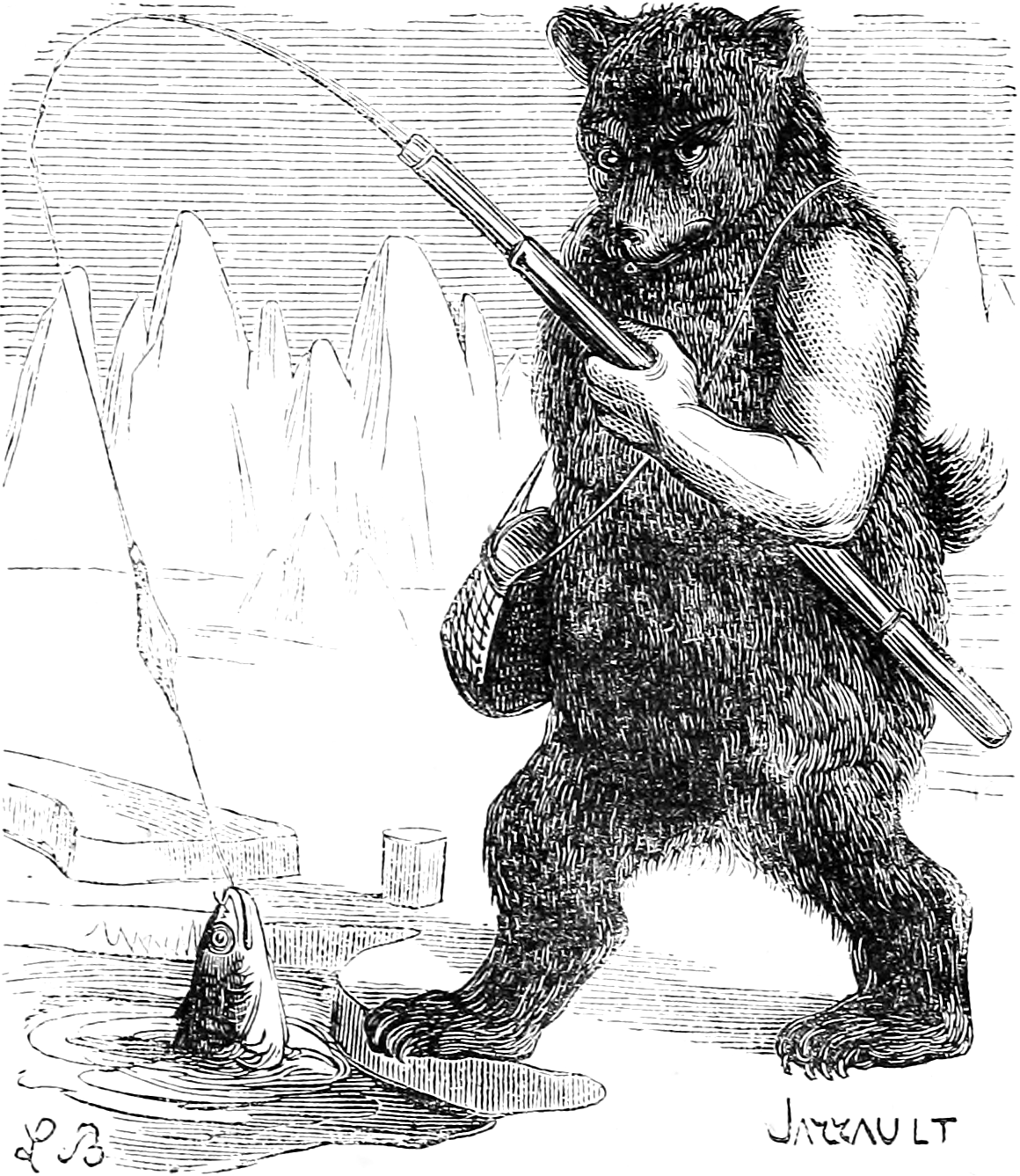
Torngarsuk dans le Dictionnaire infernal, 1863.

Dans la mythologie inuit, Torngasoak (ou Torngasak ou Torngasuk) est un dieu très puissant, une des divinités les plus importantes du panthéon Inuit. Il est le chef d'un groupe de dieux protecteurs connu sous le nom de tornat. 

## Mythologie
Torngarsuk est le maître des baleines et des phoques et le plus puissant être surnaturel du Groenland. Il réside à Adlivun, domaine de la déesse Sedna se situant sous la mer et la terre.
Torngarsuk apparaît sous la forme d'un ours, d'un homme avec un bras, ou d'une grande créature humaine. Il est considéré comme étant invisible pour tout le monde sauf les angakkuit (pluriel d’angakkuq – chamane inuit).
Ces descriptions contradictoires nous laissent incertain quant à sa forme, mais comme un grand esprit ou un démon, Torngarsuk est invoqué par les pêcheurs et les angakkuit quand quelqu'un tombe malade. Il existe pour les Inuits d'autres esprits invisibles pour tous sauf les angakkuit, qui enseignent aux hommes comment être heureux. Ils voient Torngarsuk comme leur bienfaiteur; lorsque les angakkuit l'appellent, ils lui demandent, s'il ne vient pas, de les laisser "au pays de l'abondance".

## Familiers des Shamans
Chaque angakoq garde un esprit familier dans une bouteille en cuir qu’il évoque et consulte comme un oracle. Cet esprit familier cherche Torngarsuk dans une grotte et apporte à la fois fortune et pouvoir de guérison.

## Culture populaire
Dans la culture populaire, le terme ou l'expression Tornasuk & angekok sont mieux connus grâce à une référence simple et brève à cette partie de la mythologie et de l'idéologie inuites par H.P. Lovecraft - dans sa célèbre nouvelle "L'appel de Cthulhu", où ces idées sont dépeintes dans le cadre d'un culte "Eskimo diaboliste" qui vénère Cthulhu comme un avatar ou une forme tangible de Torngarsuk.